# Shakey

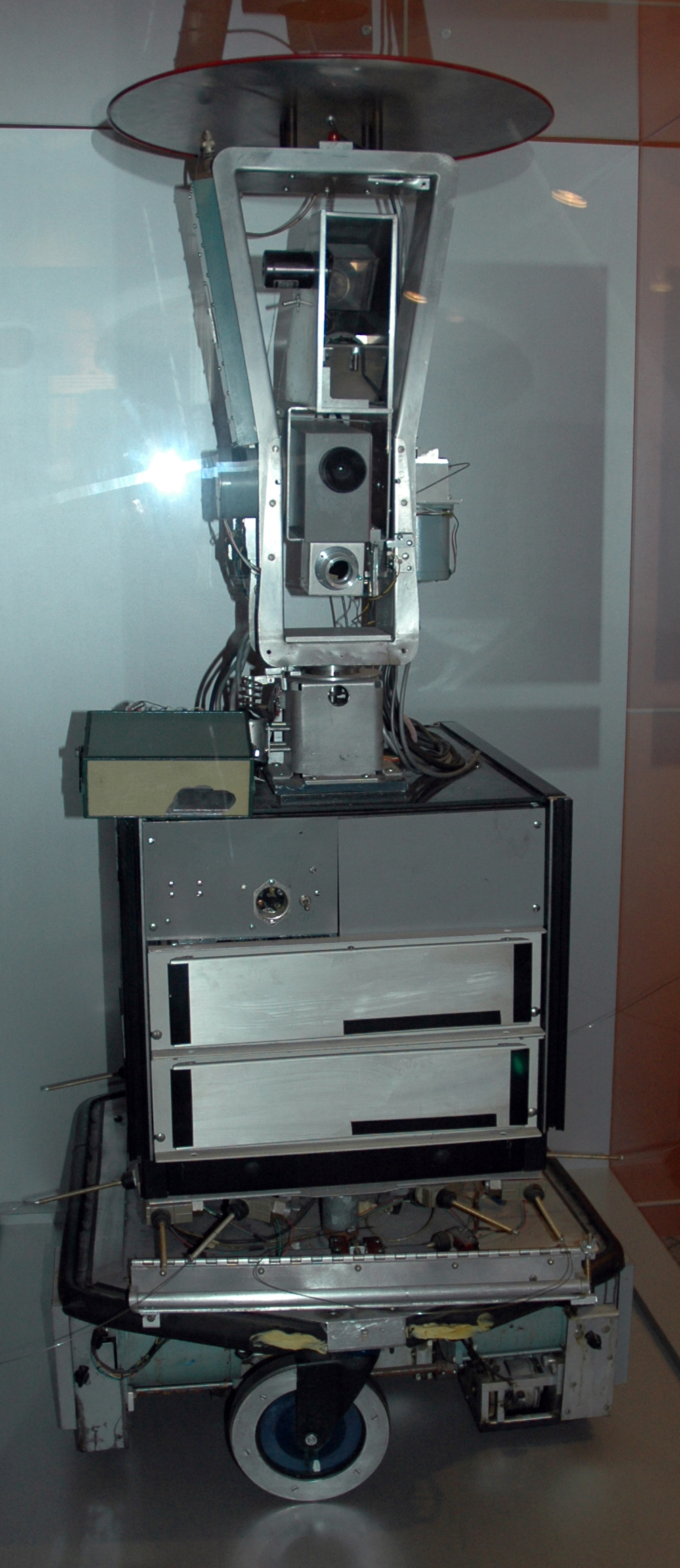
Robo Shakey

Em 1972, o robo Shakey, fruto do trabalho de Nilsson na SRI International, hoje Instituto de Pesquisa de Stanford, foi introduzido como o primeiro robo movel controlado por inteligência artificial.